# 127658 Gapers
127658 Gapers este o planetă minoră (asteroid) din centura de asteroizi. A fost descoperită pe 26 februarie 2003 la  de . 
Obiectul prezintă o orbită caracterizată de o semiaxă mare de 2,4515631777044 UAi, o excentricitate de 0,16029929601844, o înclinație de 2,5801431356933 ° în raport cu ecliptica.